# San Pedro Quiatoni
San Pedro Quiatoni là một đô thị thuộc bang Oaxaca, México. Năm 2005, dân số của đô thị này là 9824 người.